# Jump (песня Girls Aloud)
Jump (с англ. — «Прыжок») — четвёртый сингл британской поп-группы Girls Aloud, кавер-версия хита 80-х «Jump (for My Love)» группы The Pointer Sisters, записанный в качестве саундтрека к фильму «Реальная любовь» . Сингл выпущен в 2003 году на звукозаписывающем лейбле Polydor .

## Список композиций

### CD 1
1. Jump — 3:39

2. Girls on Film — 3:41

3. Girls Allowed — 3:26

4. Grease — 3:25

### CD 2
1. Jump — 3:39

2. Love Bomb — 2:52

3. Jump [Almighty Vocal Mix] — 7:34

### Австралийский сингл
1. Jump — 3:39

2. Girls Allowed — 3:26

3. Grease — 3:25

4. Jump [Video] — 3:39

### Кассетный сингл
1. Jump — 3:39

2. Girls Allowed [Almighty Vocal Mix] — 6:15

### Видеоклип
Видеоклип «Jump» так же был снят в поддержку фильма «Реальная любовь». Версия без кинофрагментов была включена в DVD Girls Aloud Girls on Film. По сюжету клипа девушки из группы проникают в дом премьер-министра, которого в фильме играет Хью Грант. Специально для съёмок клипа был найден двойник Хью. Girls Aloud проникают в дом через окно спальни, на цыпочках крадутся по лестнице и осматривают пустой зал заседаний. В конечном итоге девушки покидают дом через окно.

## Позиции вчартах
| Чарты (2003)                        | Позиция занятое место |
| ----------------------------------- | --------------------- |
| Великобритания                      | 2                     |
| Ирландия                            | 2                     |
| Греция                              | 2                     |
| Бельгия                             | 6                     |
| Нидерланды                          | 8                     |
| Швеция                              | 9                     |
| Новая Зеландия                      | 13                    |
| Австралия                           | 23                    |
| Великобритания — лучшие синглы 2004 | 42                    |
| Швейцария                           | 58                    |

## Авторы
- Миранда Купер
- Брайан Хиггинс
- Лиза Коулинг
- Тим Пауэлл
- Элисон Кларксон

## Состав
- Шерил Коул
- Кимберли Уолш
- Сара Хардинг
- Никола Робертс
- Надин Койл